# Front national européen
Pour les articles homonymes, voir FNE.
 (novembre 2015).
Si vous disposez d'ouvrages ou d'articles de référence ou si vous connaissez des sites web de qualité traitant du thème abordé ici, merci de compléter l'article en donnant les références utiles à sa vérifiabilité et en les liant à la section « Notes et références ».
Le Front national européen (FNE) est une fédération politique européenne créée en 2004 et dissoute en 2009, rassemblant divers mouvements ultranationalistes en Europe. Son secrétaire général était Roberto Fiore.

## Idéologie
Le FNE veut agir comme une « confédération » militant pour une « Europe des nations » avec l'appui des nationalismes traditionnels, pour la défense de l'Occident chrétien et de la chrétienté.
Eurosceptique, le mouvement s'oppose à l'« européisme » (ou fédéralisme européen), c'est-à-dire à la création d'une nation européenne qui remplacerait les États-nations. Il condamne aussi fermement la construction européenne actuelle.

## Membres
| Pays      | Parti                               | Députés européens | Députés nationaux |
| --------- | ----------------------------------- | ----------------- | ----------------- |
| Allemagne | Parti national-démocrate            | 0 / 99            | 0 / 631           |
| Espagne   | Phalange espagnole                  | 0 / 54            | 0 / 350           |
| France    | Renouveau français                  | 0 / 74            | 0 / 577           |
| Grèce     | Aube dorée                          | 0 / 22            | 0 / 300           |
| Italie    | Forza Nuova                         | 1 / 72            | 0 / 630           |
| Pologne   | Renaissance nationale de la Pologne | 0 / 50            | 0 / 460           |
| Roumanie  | Nouvelle Droite                     | 0 / 33            | 0 / 412           |

### Mouvements affiliés
- Bulgarie : Alliance nationale bulgare
- Portugal : Parti national rénovateur

### Anciens membres et anciens affiliés
- Grèce : Alliance patriotique (auto-dissous en 2007)
- Pays-Bas : Alliance nationale (auto-dissous en 2007)
- Ukraine : Svoboda (a rejoint l'Alliance européenne des mouvements nationaux en tant qu'observateur)

## Activités
Le 24 juin 2007, le FNE s'est réuni à Bucarest en Roumanie pour les 80 ans de la fondation de « Légion de l'archange saint Michel » (Legiunea Arhanghelului Mihail ; Garde de fer, Garda de Fier) de Corneliu Codreanu.